# Claus Vogel
Claus Vogel (* 6. Juli 1933 in Saarbrücken; † 16. August 2012 ebenda) war ein deutscher Indologe und Tibetologe.

## Leben
Claus Vogel studierte Klassische Philologie, Philosophie, Indologie und Tibetologie an der Universität Marburg, wo Hellfried Dahlmann, Klaus Reich und Johannes Nobel zu seinen Lehrern zählten; 1956 promovierte er dort bei Friedrich Müller mit einer Arbeit über die hippokratische Viersäftelehre. Im Anschluss an einen zweijährigen Indienaufenthalt als Stipendiat der indischen Zentralregierung am Deccan College in Pune wurde er 1959 wissenschaftlicher Assistent am damaligen Indisch-Ostasiatischen Seminar der Universität Marburg. Nach seiner Habilitation 1964 bei Wilhelm Rau über die tibetische Fassung von Vagbhatas Ashtanga Hridaya lehrte er dort zunächst als Privatdozent, ab 1967 dann als außerplanmäßiger, ab 1971 als planmäßiger Professor.
1976 wurde Vogel als Ordinarius an das Indologische Seminar der Universität Bonn berufen, dem er bis zu seiner Emeritierung 1998 vorstand. Seit 1971 war er zugleich als Lehrbeauftragter, ab 1989 als Honorarprofessor für Tibetologie an der Universität Göttingen tätig.
Vogels Arbeitsgebiete waren die Philologie und Quellenkunde der klassischen Sanskrit-Literatur und ihrer tibetischen Rezeption, die indische Lexikographie und Chronologie sowie die Geschichte der indischen Medizin.
Vogel war Mitglied der Deutschen Morgenländischen Gesellschaft (seit 1960), der Royal Asiatic Society in London (seit 1964) und der Nordrhein-Westfälischen Akademie der Wissenschaften (seit 1991). Ab 1988 leitete er bis zu seinem Tod den Vorstand der Helmuth-von-Glasenapp-Stiftung in Wiesbaden.
Zu Vogels Schülern zählt Michael Hahn.

## Schriften (Auswahl)
Quelleneditionen und Monographien
- Zur Entstehung der hippokratischen Viersäftelehre. Marburg 1956.
- Vāgbhaṭa's Aṣṭāṅgahṛdayasamhitā. The first five chapters of its Tibetan version. Steiner, Wiesbaden 1965. (Abhandlungen für die Kunde des Morgenlandes, 37.2).
- Surupa's Kamasastra. An erotic treatise in the Tibetan Tanjur. Societas Orientalis Fennica, Helsinki 1965. (Studia Orientalia, 30.3).
- The teachings of the six heretics, according to the Pravrajyāvastu of the Tibetan Mūlasarvāstivāda Vinaya. With an appendix containing an English translation of the pertinent sections in the Chinese Mūlasarvāstivāda Vinaya. Steiner, Wiesbaden 1970. (Abhandlungen für die Kunde des Morgenlandes, 39.4).
- Śrīdharasenas Viśvalocana. Ein Jaina-Wörterbuch des Sanskrit im lamaistischen Kanon. Vandenhoeck & Ruprecht, Göttingen 1976. (Nachrichten der Akademie der Wissenschaften in Göttingen, Philologisch-historische Klasse, 1976.8).
- Thon-mi Sabhota's mission to India and Srong-bstan sgam-po's legislation, being the tenth chapter of bSod-nams rgyal-mthsan's rGyal-rabs gsal-bai me-long. Vandenhoeck & Ruprecht, Göttingen 1981. (Nachrichten der Akademie der Wissenschaften in Göttingen, Philologisch-historische Klasse, 1981.1).
- Harsakirti’s Anekarthanamamala. A homonymic dictionary of Sanskrit. Vandenhoeck & Ruprecht, Göttingen 1981. (Nachrichten der Akademie der Wissenschaften in Göttingen, Philologisch-historische Klasse, 1981.6).
- Mīramīrāsutas Asālatiprakāśa. Ein synonymisches Wörterbuch des Sanskrit aus der Mitte des 17. Jahrhunderts. Westdeutscher Verlag, Opladen 1993, ISBN 3-531-07321-4. (Nordrhein-Westfälische Akademie der Wissenschaften, G 321).
- Zum Aufbau altindischer Sanskritwörterbücher der vorklassischen Zeit. Westdeutscher Verlag, Opladen 1996, ISBN 3-531-07341-9. (Nordrhein-Westfälische Akademie der Wissenschaften, G 341).
- Die Anfänge des westlichen Studiums der altindischen Lexikographie. Westdeutscher Verlag, Opladen 1999, ISBN 3-531-07360-5. (Nordrhein-Westfälische Akademie der Wissenschaften, G 360).
- Indian Lexicography. Überarbeitete Ausgabe, posthum hrsg. von Jürgen Hanneder/Martin Straube, Verlag P. Kirchheim, München 2015, ISBN 978-3-87410-145-5. (Indologica Marpurgensia, Band 6).

Aufsätze und Beiträge zu Sammelwerken
- On Tibetan chronology. In: Central Asiatic Journal. 9, 1964, S. 224–312.
- Die Jahreszeiten im Spiegel der altindischen Literatur. In: Zeitschrift der Deutschen Morgenländischen Gesellschaft. 121, 1971, S. 284–326.
- Indian Lexicography. In: Jan Gonda (Hrsg.): A History of Indian Literature. Band 5, Teil 4. Harrassowitz, Wiesbaden 1979, ISBN 3-447-02010-5, S. 303–401.
- Die theoretischen Grundlagen der indischen Medizin. In: Karl Hoheisel, Hans-Joachim Klimkeit (Hrsg.): Heil und Heilung in den Religionen. Harrassowitz, Wiesbaden 1995, ISBN 3-447-03619-2, S. 75–87.

Herausgeberschaften
- Jñānamuktāvalī. Commemoration volume in honour of Johannes Nobel. International Academy of Indian Culture, New Delhi 1959. (Sarasvati-Vihara series, 38).
- Theodor Zachariae: Opera minora zur indischen Wortforschung, zur Geschichte der indischen Literatur und Kultur, zur Geschichte der Sanskritphilologie. Steiner, Wiesbaden 1977, ISBN 3-515-02216-3. (Glasenapp-Stiftung, 12).